# 밸러리 올먼
밸러리 캐럴린 올먼(영어: Valarie Carolyn Allman, 1995년 2월 23일~)은 미국의 육상 선수이다. 주 종목은 원반던지기로 2020년 하계 올림픽과 2024년 하계 올림픽에서 여자 원반던지기 금메달을 획득했다. 또한 세계 육상 선수권 대회에서 은메달 1개, 동메달 1개를 획득했으며 미국 선수로는 최초로 세계 육상 선수권 대회 여자 원반던지기 메달을 획득했다.